# Marian Kowalski (pisarz)
Marian Kowalski (ur. 1936 w Szymonkach) – polski pisarz i dziennikarz.

## Życiorys
Ukończył polonistykę na Uniwersytecie Wrocławskim. Od 1960 w Szczecinie. Pracował w oświacie szkolnej oraz w szkolnictwie wyższym. Pływał na statkach handlowych jako chief praktyki.
Debiut prozatorski w 1958 we „Współczesności” opowiadaniem „Koty”, a książkowy w 1973. Współpracował z czasopismami regionalnymi i centralnymi, publikując m.in. w „Nowych Sygnałach”. „Nadodrzu” „Pobrzeżu”, „Scenie”, „Faktach”, „WTK”, „Teatrze”, „Studencie”, „Kurierze Szczecińskim”, „Głosie Szczecińskim”, „Ziemi i Morzu”, ”Spojrzeniach” „Jedności”. Współtworzył kwartalniki społeczno-kulturalne na Pomorzu Zachodnim, inicjator literackich konkursów marynistycznych, słuchowisk radiowych. Członek Związku Literatów Polskich, później Stowarzyszenia Pisarzy Polskich. Autor m.in. kilkudziesięciu magazynów radiowych, recenzji teatralnych, esejów, słuchowisk radiowych, sztuk teatralnych, powieści, opowiadań, redaktor „Zeszytów Nauczyciela”, „Spojrzeń”, „Morza i Ziemi”, „Między innymi”, w wydawnictwie „Glob”, „Jedności”, w szczecińskim radiu, „Przewodnika po współczesnej literaturze marynistycznej”, albumu „60 lat Polskiego Radia Szczecin”, „Wyznań spóźnionych. Bolesław Leśmian, wybór”, periodyku „Publiczna Radiofonia Regionalna”. Umieścił wiele publikacji w czasopismach pod pseudonimami (mk, jmk, JMK, (k), KoMa, WIDZ, Ran, zj; pseudonimami (Paweł Monat, Jan Mar, Gloria Denis, Sylwia Monday – zob. Polska Bibliografia Literacka); pod pseudonimami ukazywały się jego powieści przygodowe, kryminały, romanse.

## Twórczość
Utwory sceniczne, scenariusze, słuchowiska radiowe
- Blinda, (Scenariusz filmowy), 1970 (II nagroda w konkursie Morskiej Sekcji Filmowej przy Min. Gospodarki Morskiej w 1970).
- Chłopiec z orłem, 1971 (Praprem. Gniezno, Teatr im. A. Fredry 1971; nagroda w X Konkursie Debiutu Dramaturgicznego Teatru “Ateneum” w Warszawie w 1970).
- Karczowiska, (główna nagroda w ogólnopolskim konkursie Teatru Polskiego w Bydgoszczy w 1971).
- Fuga, (nagroda w 1973 w konkursie Teatru w Kielcach).
- Wszędzie i nigdzie, 1973 (Jednoaktówka).
- Ktoś obcy, (jednoaktówka; prapremiera - Szczecin, T. Krypta 1974).
- Za tydzień Freetown, (wyróżnienie w V konkursie Min. Kultury i Sztuki na polską sztukę współczesną w 1977).
- Bunt, (nagroda w 1977 w konkursie Teatru Wybrzeże w Gdańsku).
- Zgodnie z prawem, (monodram Telewizja Regionalna Szczecin).
- Sydonia, (monodram; prapremiera, Szczecin T. Krypta 1986).
- Słuchowiska emitowane w rozgłośniach radiowych Szczecina, Koszalina, Zielonej Góry (zob. wykaz w: Jarzębowski Zbigniew, Słuchowiska szczecińskiego radia. Wyd. Naukowe Uniwersytetu Szczecińskiego, Szczecin 2009).
- Dwoiści, scenariusz filmowy. Warszawa, Teatr dla Was. 2012
- Wiosenne spotkanie, słuchowisko. Warszawa, Teatr dla Was. 2012
- Pebryna, scenariusze filmowe. Warszawa, Teatr dla Was. 2012
- Epitafium dla księżnej Marii Anny, farsa. Warszawa, Teatr dla Was. 2012
- Romeo i Julia naszych czasów, projekty dramatyczne. Warszawa, Teatr dla Was. 2012
- Anioł ognisty, mój anioł lewy, scenariusz filmowy. Warszawa, Teatr dla Was. 2012
- Pod morenowymi wzgórzami, groteska. Warszawa, Teatr dla Was. 2013
- Czas próby, dramat. Warszawa, Teatr dla Was. 2013

Utwory dla dzieci, młodzieży
- Blinda, Nasza Księgarnia, Warszawa 1973.
- Junga, Gdańsk 1977, Wyd. Morsk. (Gdańska nagroda im. J. Conrada).
- Mój przyjaciel delfin, Szczecin 1981, Krajowa Agencja Wydawnicza.
- Skarb Morza Sargassowego, Szczecin 1983, Wydaw. Glob.
- Mój nieprzyjaciel Mateo, Szczecin 1986, Krajowa Agencja Wydawnicza.
- Mój największy nieprzyjaciel, Szczecin 1987, Krajowa Agencja Wydawnicza.
- Mój przyjaciel Abu, Szczecin 1983, Krajowa Agencja Wydawnicza.
- Aneta z klifowego brzegu, Warszawa 1989 (nagroda w konkursie Naszej Księgarni).
- Rozrabiaki z osiedla, (wyróżnienie w III edycji konkursu Wydawnictwa Telbit na powieść dla dzieci i młodzieży w 2009).
- Kukułcze jajeczko, Będzin 2012, Wydawnictwo internetowe e-bookowo.pl (e-book)
- 15 dni z życia Wioli, Warszawa 2014, wydaw. Goneta (e-book)
- Lato z Dariuszem i Balladą, 2014, wydaw. Goneta (e-book)
- Wszystko przed tobą, dziewczyno!, Opole 2015, Wydaw. Czytnia.pl (e-book)
- Rozrabiaki z osiedla. Wydanie II. Warszawa 2015, wydaw. Goneta (e-book)

Opowiadania
- Wszędzie i donikąd, Wydaw. Poznańskie, 1980.
- Galapagos, Wydaw. Poznańskie, 1982.
- Strażnicy zmarłych, Poznań 2013, Oficyna Wydawnicza RW2010 (e-book)
- Ze śmiercią w tle, Będzin 2012, Wydawnictwo internetowe e-bookowo.pl (e-book)
- Peenemunde. Odwet patriotów, Political-fiction. Oficyna Wydawnicza RW2010 (e-book)
- W kręgu kobiet, Będzin 2015, Wydawnictwo internetowe e-bookowo.pl (e-book)
- Łap, co się nawinie, Warszawa 2016, wyd, Goneta (e-book)
- Armentaquerella. Opowieści znad zalewu, Warszawa 2016, wyd. Goneta (e-book)

Powieści
- Banderillero, 1970 (II nagroda w konkursie im. J. Czechowicza w Lublinie w dziale prozy w 1970).
- W połowie drogi, Ludowa Spółdzielnia Wydaw., Warszawa 1976.
- W oczekiwaniu, Szczecin 1984, Krajowa Agencja Wydawnicza.
- Przed kurtyną, Szczecin 1984, Wydaw. Glob.
- Karczowiska, Szczecin 1985, Krajowa Agencja Wydawnicza.
- Dom na klifie, (I nagroda w ogólnopolskim konkursie lit. na powieść o tematyce “Polska nad Odrą i Bałtykiem”, zorganizowanym przez Szczecińskie Towarzystwo Kulturalne i Wydaw. “Glob”), Szczecin 1986, Wydaw. Glob.
- Pod lipą, lipką zieloną, Szczecin 1987, Krajowa Agencja Wydawnicza.
- Cecylia i Eryk, Warszawa 1990, Ludowa Spółdzielnia Wydawnicza.
- Wiatraki na błękicie, Bydgoszcz 1990, Wydaw. Pomorze.
- Segeberg, Szczecin 2011, Wydaw. Albatros. (e-book)
- Niedaleko Kilimandżaro, Warszawa 2012, Wydaw. Goneta. (e-book)
- Ucieczka na wyżyny Galaad, Opole 2012, Wydaw. Czytnia.pl (e-book)
- C'est la vie!, Opole 2012, Wydaw. Czytnia.pl (e-book)
- Rozstania, Będzin 2012, Wydawnictwo internetowe e-bokoowo.pl (e-book)
- Kapryśne serca, Będzin 2012, Wydawnictwo internetowe e-bokoowo.pl (e-book)
- Wołanie mew, Poznań 2012, Oficyna Wydawnicza RW2010 (e-book)
- Mroczne dziedzictwo, Poznań 2012, Oficyna Wydawnicza RW2010 (e-book)
- Anioł lewy, anioł prawy, Warszawa 2012, wydaw. Goneta. (e-book)
- Ryzyko gry, Historical fiction, Warszawa 2015, wydaw. Goneta (e-book)
- Mroczne dziedzictwo. II wyd. Poznań, Wydawnictwo Sumptibus, 2015
- IDoL. Political fiction. Będzin 2015, Wydawnictwo internetowe e-bookowo.pl (e-book)

Publikacje w wydawnictwach zbiorowych
- Wyjść z cienia (1969)
- Spojrzenia i refleksje (1970)
- Witraże niepokoju (1971)
- W mocy rąk (1975)
- Szczecin morski (1977)
- Portrety i pejzaże (1977)
- Gaismas pilna pil seta (Ryga 1979)
- Danse macabre. Antologia twórczości przerażającej (2009)
- Kot Polski. Antologia Kryminalnych Opowiadań, T. II (2009)
- Antologia opowiadań "Rok 2012". (2012)
- Moje Zielone Liceum. Publikacja wspomnieniowa, (2013)
- Całkiem nowe bajeczki, Sopot (2013)
- W sercu i w pamięci, Tuchów (2013)
- Danse Macabre. Polski horror, II wydanie, i Books (2015)\
- Słowa z uśmiechem. Kl. V. I zabrzmiał dzwonek. Red. E.Horwath, A. Żeglań. Fragment z powieści "Rozrabiaki z osiedla". WSiP 2015
- Słowa z uśmiechem....Do nowej podstawy programowej. s. 10  kl. V. WSiP2017
- W szeregach Piątki. Red. M. Piaskowska-Majzel. Publikacja wspomnieniowa. Wyd. Zapol, Szczecin 2019
- Kulisy mikrofonu i ekranu. Publikacja wspomnieniowa.  Szczecin, Wyd. Pomorze 2020

Ukazały się pod pseudonimami jako wydawnictwa zwarte
- Zemsta rodu (scenariusz komiksu) ilustr. Piotr Drzewiecki, 1 część, 2 część Szczecin 1990, Glob.
- Opowiedz mi o... (scenariusze zeszytów dla dzieci) Ilustr. Leszek Żebrowski. Szczecin 1983, Glob
- Uwodzicielka, Poznań,1994, Sorus
- Sail-ho, Poznań 1994, Sorus
- Sydonia, Wyd. ze środków funduszu PHARE, Szczecin 1998
- Strażnicy zmarłych, Szczecin 1986, KAW
- Morze nie stało się grobem, Katowice 1991, Akapit
- Czarne błyskawice, Katowice 1992, Akapit
- Skorpiony zabijają nocą, Katowice 1993, Akapit
- Skubanie kanarków, Poznań 1994, Sorus